# Yeo Kab-soon
Yeo Kab-soon (Seul, 8 de maio de 1974) é uma atiradora olímpica sul-coreana, campeã olímpica.

## Carreira
Yeo Kab-soon representou a Coreia do Sul nas Olimpíadas de 1992, conquistou a medalha de ouro na pistola de ar 10m.